# Campionati europei di salto ostacoli 1963
I Campionati europei di salto ostacoli 1963 si sono svolti a Roma, in Italia. 

## Podi
| Evento           | Oro                 | Argento            | Bronzo       |
| Gara individuale | Graziano Mancinelli | Alwin Schockemöhle | Harvey Smith |

## Medagliere
| Posiz. | Nazione        | Oro | Argento | Bronzo | Totale |
| ------ | -------------- | --- | ------- | ------ | ------ |
| 1      | Italia         | 1   | 0       | 0      | 1      |
| 2      | Germania Ovest | 0   | 1       | 0      | 1      |
| 3      | Regno Unito    | 0   | 0       | 1      | 1      |
| Totale | Totale         | 1   | 1       | 1      | 3      |